# Orochelidon
Orochelidon este un gen de păsări din familia de rândunele Hirundinidae. Aceste specii sunt rezidente în Munții Anzi din America de Sud.

## Taxonomie
Genul Orochelidon a fost introdus în 1903 de către ornitologul american Robert Ridgway, cu rândunica cu burtă brună ca specie tip. Numele combină cuvântul oros din greaca veche, care înseamnă „munte” și khelidōn care înseamnă „rândunică”. Genul a fost considerat anterior ca un sinonim junior al genului Notiochelidon, dar a fost reînființat pentru o clădă de rândunele neotropicale pe baza unui studiu de filogenetică moleculară publicat în 2005.

### Specii
Genul conține trei specii:
- Rândunica lui Chapman (Orochelidon flavipes)
- Rândunică cu burtă brună (Orochelidon murina)
- Rândunică andină (Orochelidon andecola)